# Fußball bei den Pazifikspielen

Fußball gehört bei den Pazifikspielen (früher Südpazifikspielen) zu den Sportarten, die bis auf eine Ausnahme 1999, bisher ständig im Programm der Spiele waren. Teilnehmer sind neben den in der FIFA organisierten Verbänden der OFC auch deren assoziierte Mitglieder, sowie hin und wieder Auswahlen von Ländern, die weder der FIFA noch dem ozeanischen Fußballverband angehören. Mit Guam und den Nördlichen Marianen nehmen auch Mannschaften teil, die zwar der Pazifikregion zuzuordnen sind, aber dem asiatischen Fußballverband AFC angehören. Seit 2003 findet auch ein Turnier im Frauenfußball statt.

## Die Turniere der Männer im Überblick
| Jahr         | Gastgeber                      | Finale                          | Finale                          | Finale                          | Spiel um Bronze                 | Spiel um Bronze                 | Spiel um Bronze                 |
| Jahr         | Gastgeber                      | Gold                            | Ergebnis                        | Silber                          | Bronze                          | Ergebnis                        | Platz 4                         |
| ------------ | ------------------------------ | ------------------------------- | ------------------------------- | ------------------------------- | ------------------------------- | ------------------------------- | ------------------------------- |
| 1963 Details | Suva (Fidschi)                 | Neukaledonien                   | 8:2                             | Fidschi                         | Tahiti                          | 18:0                            | Salomonen                       |
| 1966 Details | Nouméa (Neukaledonien)         | Tahiti                          | 2:0                             | Neukaledonien                   | Neue Hebriden                   | 5:2                             | Papua-Neuguinea                 |
| 1969 Details | Port Moresby (Papua-Neuguinea) | Neukaledonien                   | 2:1                             | Tahiti                          | Papua-Neuguinea                 | 2:1                             | Fidschi                         |
| 1971 Details | Papeete (Tahiti)               | Neukaledonien                   | 7:1                             | Neue Hebriden                   | Tahiti                          | 8:1                             | Papua-Neuguinea                 |
| 1975 Details | Hagåtña (Guam)                 | Tahiti                          | 2:1                             | Neukaledonien                   | Salomonen                       | 3:2                             | Fidschi                         |
| 1979 Details | Suva (Fidschi)                 | Tahiti                          | 3:0                             | Fidschi                         | Salomonen                       | 3:1                             | Neukaledonien                   |
| 1983 Details | Apia (Samoa)                   | Tahiti                          | 1:0                             | Fidschi                         | Neukaledonien                   | 2:1                             | Papua-Neuguinea                 |
| 1987 Details | Nouméa (Neukaledonien)         | Neukaledonien                   | 1:0                             | Tahiti                          | Papua-Neuguinea                 | 3:1                             | Vanuatu                         |
| 1991 Details | Port Moresby (Papua-Neuguinea) | Fidschi                         | 1:1 5:4 i. E.                   | Salomonen                       | Neukaledonien                   | 3:1                             | Vanuatu                         |
| 1995 Details | Papeete (Tahiti)               | Tahiti                          | 2:0                             | Salomonen                       | Fidschi                         | 3:0                             | Vanuatu                         |
| 1999         | Hagåtña (Guam)                 | Kein Fußballturnier ausgetragen | Kein Fußballturnier ausgetragen | Kein Fußballturnier ausgetragen | Kein Fußballturnier ausgetragen | Kein Fußballturnier ausgetragen | Kein Fußballturnier ausgetragen |
| 2003 Details | Suva (Fidschi)                 | Fidschi                         | 2:0                             | Neukaledonien                   | Vanuatu                         | 1:0                             | Tahiti                          |
| 2007 Details | Apia (Samoa)                   | Neukaledonien                   | 1:0                             | Fidschi                         | Vanuatu                         | 1:0                             | Salomonen                       |
| 2011 Details | Nouméa (Neukaledonien)         | Neukaledonien                   | 2:0                             | Salomonen                       | Tahiti                          | 2:1                             | Fidschi                         |
| 2015 Details | Port Moresby (Papua-Neuguinea) | Neukaledonien                   | 2:0                             | Tahiti                          | Papua-Neuguinea                 | 2:1                             | Fidschi                         |
| 2019 Details | Apia (Samoa)                   | Neuseeland U23                  | 2:1                             | Neukaledonien                   | Fidschi                         | 1:1 4:2 i. E.                   | Papua-Neuguinea                 |
| 2023 Details | Honiara (Salomonen)            | Neukaledonien                   | 2:2 7:6 i. E.                   | Salomonen                       | Fidschi                         | 4:2                             | Vanuatu                         |
| 2027 Details | Papeete (Tahiti)               |                                 |                                 |                                 |                                 |                                 |                                 |

### Medaillenspiegel
| Rang | Land            | Goldmedaille | Silbermedaille | Bronzemedaille | Gesamt |
| ---- | --------------- | ------------ | -------------- | -------------- | ------ |
| 01   | Neukaledonien   | 8            | 4              | 2              | 14     |
| 02   | Tahiti          | 5            | 3              | 3              | 11     |
| 03   | Fidschi         | 2            | 4              | 3              | 09     |
| 04   | Neuseeland U23  | 1            | 0              | 0              | 01     |
| 05   | Salomonen       | 0            | 4              | 2              | 06     |
| 06   | Vanuatu         | 0            | 1              | 3              | 04     |
| 07   | Papua-Neuguinea | 0            | 0              | 3              | 03     |

## Die Turniere der Frauen im Überblick
| Jahr         | Gastgeber                      | Finale          | Finale       | Finale        | Spiel um Bronze | Spiel um Bronze | Spiel um Bronze |
| Jahr         | Gastgeber                      | Gold            | Ergebnis     | Silber        | Bronze          | Ergebnis        | Platz 4         |
| ------------ | ------------------------------ | --------------- | ------------ | ------------- | --------------- | --------------- | --------------- |
| 2003 Details | Suva (Fidschi)                 | Papua-Neuguinea | (Ligasystem) | Guam          | Tonga           | (Ligasystem)    | Tahiti          |
| 2007 Details | Apia (Samoa)                   | Papua-Neuguinea | 3:1 n. V.    | Tonga         | Fidschi         | 1:0             | Tahiti          |
| 2011 Details | Nouméa (Neukaledonien)         | Papua-Neuguinea | 2:1          | Neukaledonien | Fidschi         | 1:0             | Tonga           |
| 2015 Details | Port Moresby (Papua-Neuguinea) | Papua-Neuguinea | 1:0          | Neukaledonien | Cookinseln      | 2:0             | Samoa           |
| 2019 Details | Apia (Samoa)                   | Papua-Neuguinea | 3:1          | Samoa         | Fidschi         | 3:1             | Cookinseln      |
| 2023 Details | Honiara (Salomonen)            | Papua-Neuguinea | 4:1          | Fidschi       | Neukaledonien   | 3:1             | Samoa           |
| 2027 Details | Papeete (Tahiti)               |                 |              |               |                 |                 |                 |

### Medaillenspiegel
| Rang | Land            | Goldmedaille | Silbermedaille | Bronzemedaille | Gesamt |
| ---- | --------------- | ------------ | -------------- | -------------- | ------ |
| 01   | Papua-Neuguinea | 6            | 0              | 0              | 6      |
| 02   | Neukaledonien   | 0            | 2              | 1              | 3      |
| 03   | Fidschi         | 0            | 1              | 3              | 4      |
| 04   | Tonga           | 0            | 1              | 1              | 2      |
| 05   | Guam            | 0            | 1              | 0              | 1      |
|      | Samoa           | 0            | 1              | 0              | 1      |
| 07   | Cookinseln      | 0            | 0              | 1              | 1      |